# 桑德斯基 (密歇根州)
桑德斯基（英語：Sandusky）是一個位於美國密歇根州薩尼拉克縣的城市。根據2010年美國人口普查，該地共人口2679人，而該地的面積約為5.63平方千米。同時該地也是薩尼拉克縣的縣治。

## 地理
桑德斯基的座標為43°25′13″N 82°49′47″W / 43.42028°N 82.82972°W，而該地的平均海拔高度為235米（即771英尺）。